# 안드레아스 노를렌

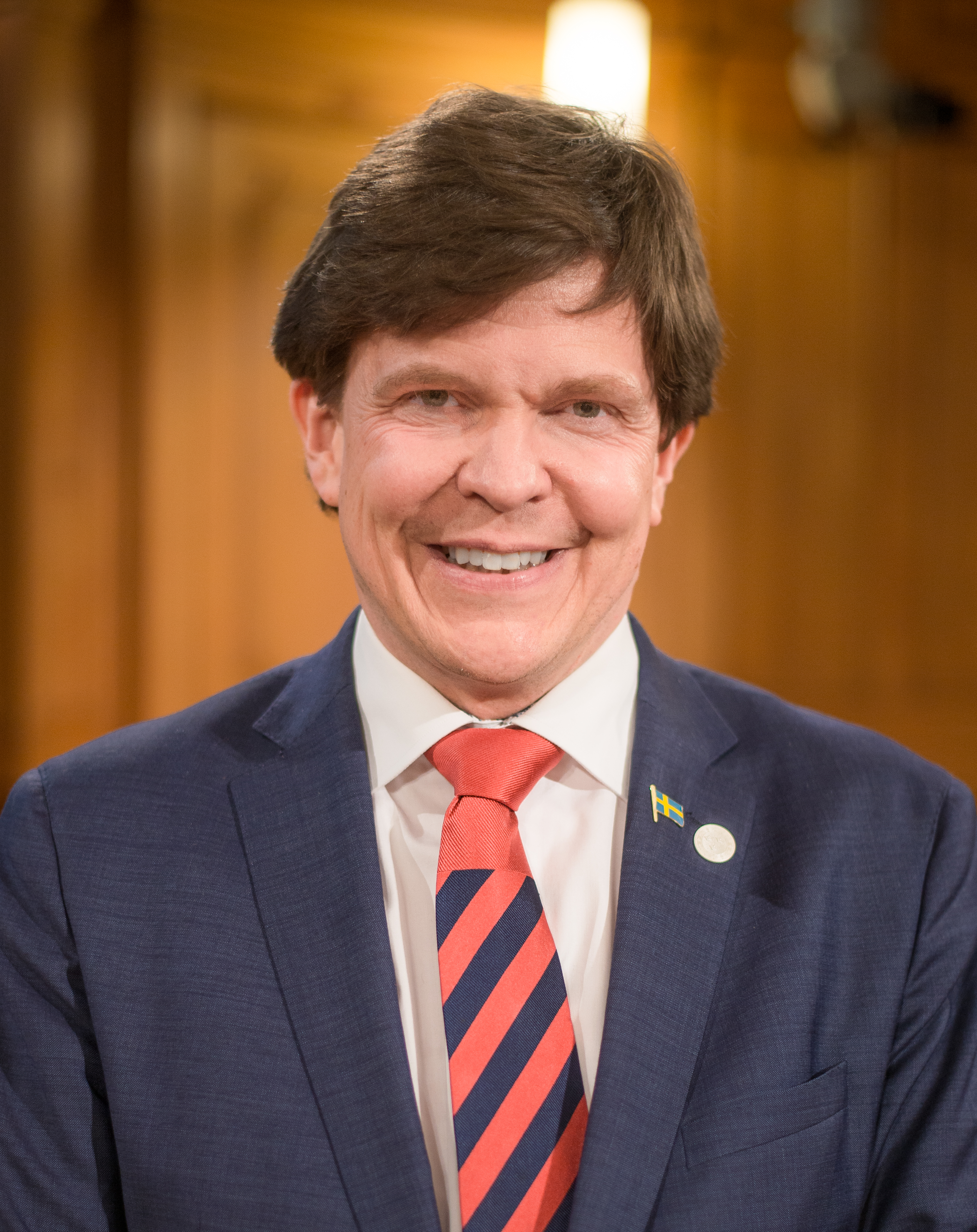
안드레아스 노를렌 (2019년)

페르 올로프 안드레아스 노를렌(스웨덴어: Per Olof Andreas Norlén, 1973년 5월 6일 ~ )은 스웨덴의 정치인으로, 2018년 9월 이래 국회의장으로 재직하고 있다. 그는 2006년 10월부터 외스테르예틀란트주의 국회의원을 지내고 있으며, 2014년부터 2018년까지 헌법위원회 위원장을 역임한 바 있다.
2018년 9월 24일 국회의장으로 선출되었으며, 차기 총리로 울프 크리스테르손 온건당 대표를 지명했으나 부결되었다.